# Helena (cràter)
Helena és un cràter amb coordenades planetocèntriques de -39.03 ° de latitud nord i 275.65 ° de longitud est, sobre la superfície de l'asteroide del cinturó principal (4) Vesta. Fa 22.06 km de diàmetre. El nom adoptat com a oficial per la UAI el 27 de destembre de 2011. i fa referència a Helena cadada amb Constanci I Clor  i mare de Constantí el Gran.